# 67308 Овегеш
67308 Овегеш (67308 Öveges) — астероїд головного поясу, відкритий 21 квітня 2000 року.
Тіссеранів параметр щодо Юпітера — 3,225.